# Cale Yarborough
William Caleb „Cale“ Yarborough (* 27. März 1939 in Timmonsville, South Carolina; † 31. Dezember 2023 in Florence, South Carolina) war ein US-amerikanischer NASCAR-Rennfahrer. Er war dreifacher Winston-Cup-Champion und Rennwagenbesitzer und zudem der erste Fahrer, der in drei aufeinanderfolgenden Jahren die Meisterschaft erringen konnte. Mit seinen 83 Siegen stand Yarborough auf Position fünf der Fahrer mit den meisten Siegen in der NASCAR-Geschichte. Außerdem gewann er vier Mal das bedeutende Daytona 500 auf dem Daytona International Speedway in den Jahren 1968, 1977, 1983 und 1984. Für das Rennen der Saison 1984 qualifizierte er sich als erster Fahrer mit einer Durchschnittsgeschwindigkeit von mehr als 200 mph (322 km/h).

## Anfänge
Yarborough versuchte bereits als Teenager am Southern 500 auf dem Darlington Raceway teilzunehmen, indem er ein falsches Alter nannte. Als dieser Schwindel auffiel, wurde der von NASCAR disqualifiziert. Sein erstes offizielles Rennen fuhr er 1957 beim Southern 500, als er einen Pontiac mit der Startnummer 30 für Bob Weatherly fuhr. Er startete von Position 44 und beendete das Rennen auf Platz 42, nachdem an seinem Wagen ein Problem mit dem Zündverteiler aufgetreten war. Zwei Jahre später ging er erneut für Weatherly an den Start und wurde 27. In der Saison 1960 fuhr Yarborough auf den Southern States Fairgrounds und erreichte mit Platz 14 zum ersten Mal in seiner Karriere einen Platz unter den Top 15. Die erste Platzierung unter den Top 10 folgte beim Daytona 500 Qualifizierungsrennen der Saison 1962, als er Zehnter wurde. In dieser Saison fuhr er sieben weitere Rennen und beendete das Jahr auf Platz 50 in der Meisterschaft.

## 1960er Jahre
Yarborough startete in die Saison 1963 ohne festen Vertrag für die ganze Saison, unterschrieb aber nach kurzer Zeit bei Herman Beam, für den er einen Ford mit der Startnummer 19 fuhr. Die besten Platzierungen waren zwei fünfte Plätze, einmal in Myrtle Beach und einmal auf dem Savannah Speedway. In die darauffolgende Saison startete er für Beam, wechselte aber kurzfristig zu Holman Moody, für den Yarborough unter anderem einen sechsten Platz auf dem North Wilkesboro Speedway einfuhr und Platz 19 in der Meisterschaft erreichte. Die Saison 1965 fuhr Yarborough für verschiedene Wagenbesitzer und erzielte den ersten Sieg seiner Karriere in einem Ford mit der Startnummer 06 für Kenny Myler auf dem Valdosta Speedway. Am Ende des Jahres belegte er Platz 10 in der Meisterschaft.
Zu Beginn der Saison 1966 saß Yarborough in einem Wagen für Banjo Matthews, wechselte aber trotz zwei aufeinanderfolgenden zweiten Plätzen frühzeitig das Team zu den Wood Brothers, für die er einen Ford mit der Startnummer 21 fuhr. In der Saison 1967 gewann er für die Wood Brothers zwei Rennen mit dem Atlanta 500 und dem Firecracker 400. In der Meisterschaft rutschte Yarborough aber auf Platz 20 ab, da er nur 17 Rennen bestritt. Das Middle Georgia 500 zu Beginn der Saison 1968 fuhr er Bud Moore Engineering und beendete es als 21. Den Rest der Saison fuhr er wieder für die Wood Brothers und gewann sein erstes Daytona 500, das Firecracker 400 sowie vier weitere Rennen. Am Ende der Saison lag er auf Platz 17 in der Meisterschaft. In der darauffolgenden Saison 1969 konnte Yarborough nur zwei Rennen gewinnen und beendete die Meisterschaft als 23.
Als Besonderheit brachte Ford im Jahre 1968 eine Cale Yarborough Special Edition Mercury Cyclone Spoiler II Limited Edition auf den Markt, von dem weniger als 1000 Stück produziert wurden. Bekannt war dieses Modell auch als Talladega/Yarborough Cyclone. Dieses spezielle Modell wurde produziert, da es eine Regel gab, dass es von jedem in einem Rennen gefahrenen Wagen mindestens 500 Stück als Serienmodell geben muss. Dieser Wagen ist mittlerweile ein Sammlerstück und erreicht im Originalzustand Preise von bis zu 100.000 US-Dollar.

## 1970er Jahre
Auch die Saison 1970 fuhr Yarborough für die Wood Brothers. Trotz drei Siegen und vier Pole-Positionen lag er am Ende nur auf Platz 34 in der Meisterschaft, bedingt durch die Teilnahme an nur 19 Rennen. In der darauffolgenden Saison waren es nur vier Teilnahmen, darunter aber ein Top-10-Ergebnis beim Daytona 500 in einem Plymouth mit der Startnummer 3 für Ray Fox. Auch in der Saison 1972 fuhr Yarborough nur wenige Rennen. Bei fünf Starts erreichte er ein Top-5- und insgesamt vier Top-10-Ergebnisse. Im Jahre 1973 fuhr Yarborough zum ersten Mal in seiner Karriere eine komplette Saison und ging an allen 28 Rennen an den Start. Am Steuer eines Chevrolets mit der Startnummer 11 für Richard Howard standen am Ende der Saison vier Siege, 19 Top-10-Ergebnisse und Platz zwei in der Meisterschaft auf seinem Konto.
Trotz seinem persönlichen Rekord von 10 Siegen in der Saison 1974 verlor Yarborough die Meisterschaft um fast 600 Punkte an Richard Petty. Nachdem die Saison 1975 zunächst ohne Unterstützung von Sponsoren begonnen hatte, gewann er doch noch drei Rennen, fiel am Ende in der Meisterschaft aber auf Platz neun zurück.
Mit neun gewonnenen Rennen, davon vier in aufeinanderfolgenden Rennen, sicherte sich Yarborough in der Saison 1976 seine erste Meisterschaft. Mit weiteren neun Siegen sicherte er sich auch in der darauffolgenden Saison trotz keinem einzigen Top-5-Resultat in den letzten elf Rennen seine zweite Meisterschaft. Nach einem Wechsel seines Teams zu Oldsmobile und einem neuen Sponsor wiederholte Yarborough in der Saison 1978 seine Leistung von 1974, gewann wiederum 10 Rennen und sicherte sich somit die dritte Meisterschaft in Folge.
Die Saison 1979 begann Yarborough mit einem Boxkampf mit Donnie und Bobby Allison am Ende des Daytona 500, als Donnie und er selbst beim Kampf um die Führung verunfallten. Dieses Rennen war zugleich das erste, welches komplett live vom Start bis zum Ziel übertragen wurde. Gerade dieser Boxkampf sollte entscheidend für den Aufstieg von NASCAR sein. Mit vier gewonnenen Rennen beendete er die Saison als Vierter in der Meisterschaft.

## Die letzten Jahre
In der Saison 1980 stand Yarborough insgesamt 14 Mal auf der Pole-Position und gewann sechs Rennen. Am Ende verlor der aber die Meisterschaft an Dale Earnhardt mit nur 19 Punkten Rückstand. Gleichzeitig wurde er durch Darrell Waltrip ersetzt, woraufhin er ankündigte, den Rest seiner Karriere nur noch an vereinzelten Rennen teilnehmen zu wollen.
Yarborough ging in der Saison 1981 mit dem Buick mit der Startnummer 27 für M. C. Anderson an den Start, für den er das Firecracker 400 und das Coca-Cola 500 gewann, sowie sechs Top-10-Ergebnisse erzielte. Im darauffolgenden Jahr gewann er drei Rennen, darunter sein Heimrennen, das Southern 500. Zudem ging Yarborough beim 24-Stunden-Rennen von Le Mans an den Start. Nach nur 13 Runden beendete ein Unfall das Rennen. Zudem war er bei NASCAR-Rennen, an denen er nicht teilnahm, gelegentlich als Experte bei Live-Übertragungen an der Seite von Ken Squier zu hören.

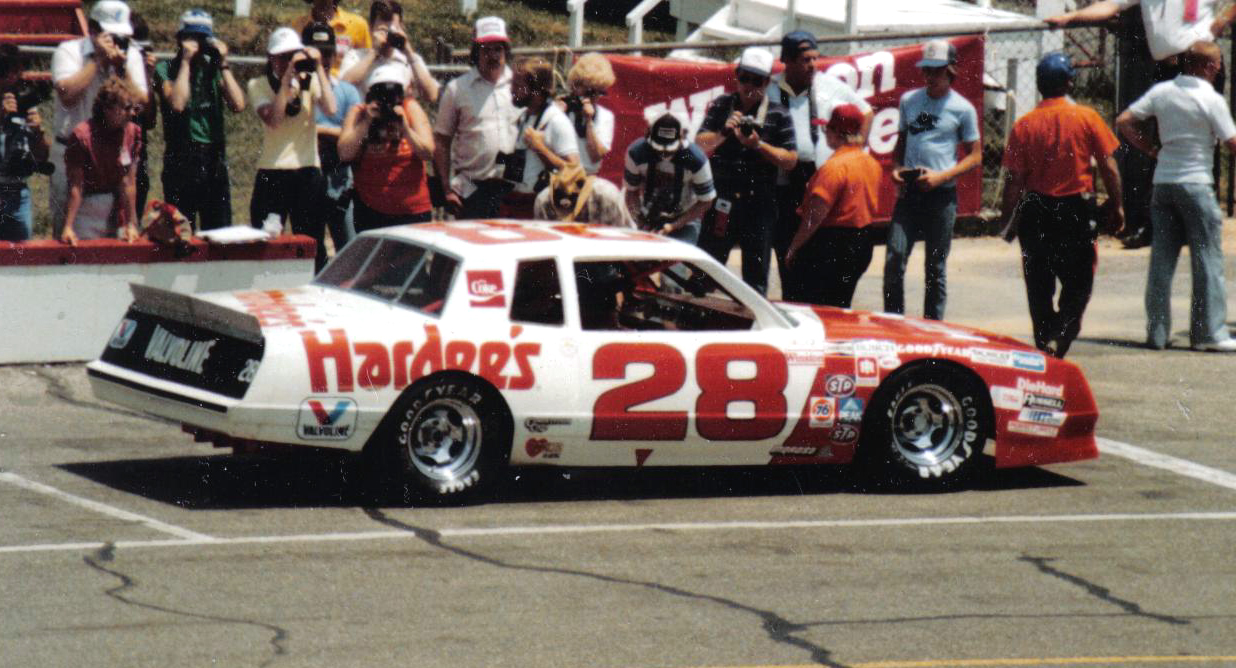
Yarborough im Chevrolet mit der Startnummer 28 für Harry Ranier

Als Anderson zur Saison 1983 sein Team aufgab, wechselte Yarborough in den Chevrolet mit der Startnummer 28 für Harry Ranier. Im Verlauf der Saison siegte er vier Mal, darunter beim Daytona 500, und erzielte drei Pole-Positionen. Diesen Sieg konnte er in der Saison 1984 wiederholen. Seinen letzten Sieg erzielte Yarborough in der Saison 1985 auf dem Charlotte Motor Speedway in einem Ford. Zur gleichen Zeit kommentierte er einige der Rennen, die er nicht bestritt, an der Seite von Ken Squier.
Die letzte Pole-Position seiner Karriere erzielte Yarborough beim Firecracker 400 der Saison 1986 sowie fünf Top-10-Ergebnisse. In der Saison 1987 trat er als Fahrer sowie Wagenbesitzer auf und konnte noch zwei Top-5-Ergebnisse erzielen. Nach zwei neunten Plätzen beendete Yarborough seine Karriere als Fahrer zum Ende der Saison 1988.

## Wagenbesitzer
Während der Saison 1988 teilte sich Yarborough den Wagen mit der Startnummer 29 mit Dale Jarrett. Nach seinem Rücktritt wurde Jarrett Vollzeitfahrer für Yarborough in der Saison 1989. Er erzielte zwei Top-5-Ergebnisse und beendete die Meisterschaft als 24. Ende der Saison ersetzte Phillips 66/TropArtic Hardee’s als Sponsor und Jerrett wurde gegen Dick Trickle ersetzt. Trickle erzielte zwei Top-5-Ergebnisse sowie die einzige Pole-Position seiner Karriere auf dem Dover International Speedway. Nach Platz 24 in der Saison 1990 startete Trickle auch 1991 für Yarborough, verließ das Team aber nach nur vier Rennen. Als Ersatz sprang Lake Speed ein und erzielte drei Top-10-Ergebnisse im Qualifying. Trotz eines elften Platz beim Busch 500 verließ Speed das Team. Bis zum Ende der Saison fuhren noch Dorsey Schroeder, Chuck Bown und Randy LaJoie für Yarborough.
Für die Saison 1992 engagierte Yarborough Chad Little. Nach sechs Rennen und keinem Ergebnis besser als dem 22. Platz wurde Little durch Bobby Hillin jr. für ein Rennen ersetzt, bevor Jimmy Hensley den Rest der Saison absolvierte. Hensley erzielte vier Top-10-Ergebnisse und gewann den Titel des Rookie des Jahres. Zur Saison 1993 wechselte das Team zum Ford Thunderbird mit der Startnummer 98, Bojangles als Sponsor und Derrike Cope als Fahrer. Cope erzielte einen achten Platz auf dem Talladega Superspeedway und Platz 26 in der Meisterschaft. Nachdem Cope in der Saison 1994 keine Top-10-Ergebnisse erzielen konnte, wurde er durch Jeremy Mayfield ersetzt, dessen bestes Ergebnis ein 19. Platz auf dem North Carolina Speedway war.
RCA wurde der neue Teamsponsor für die Saison 1995 und Mayfield erzielte einen achten Platz auf dem Pocono Raceway als bestes Ergebnis. Die Saison beendete er als 31 trotz vier verpasster Rennen. In der Saison 1996 standen zwei Top-5-Ergebnisse sowie die Pole-Position beim DieHard 500 für Mayfield auf der Ergebnisliste. Gegen Ende der Saison wechselte er zu Mike Kranefuss, dessen Fahrer John Andretti daraufhin zu Yarborough wechselte und Fünfter auf dem Martinsville Speedway wurde. In der Saison 1997 erzielte er eine Pole-Position auf dem Talladega Superspeedway und beim Pepsi 400 holte er nach 113 Führungsrunden den einzigen Sieg für Yarborough als Wagenbesitzer.
Trotz des Sieges und eines 23. Platzes in der Meisterschaft verließ RCA als Hauptsponsor den Sport und Andretti wechselte zu Petty Enterprises. Yarborough holte Greg Sacks als Fahrer ins Team, um seinen von Thorn Apple Valley gesponserten Ford in der Saison 1998 zu fahren. Nach einer Nackenverletzung beim Texas 500 fiel Sacks für den Rest der Saison aus und Rich Bickle kam als Ersatz. Er erzielte drei Top-5-Ergebnisse im Qualifying und einen vierten Platz in Martinsville. Am Ende der Saison wechselte Bickle zu Tyler Jet Motorsports und Thorn Apple zog sich aufgrund finanzieller Probleme zurück. Wegen mangelnder Finanzierung löste Yarborough zunächst auf, ging mit Rick Mast als Fahrer und Wayne Burdett als Mitbesitzer kurze Zeit später wieder an den Start. Ohne Hauptsponsor ging das Team an allen Rennen an den Start und ging kurzzeitige Sponsorenverträge mit Sonic Drive-In und HOBAS Pipe ein. Nach kurzer Zeit verließ Mitbesitzer Burdett das Team und Yarborough sicherte sich Universal Studios/Woody Woodpecker als Sponsor. Am Ende der Saison hatte Mast zwei Top-10-Ergebnisse erzielt sowie in allen Rennen der Saison das Ziel erreicht, was zuvor nur Yarborough selbst als Fahrer erreicht hatte. Nach Gerüchten um einen zweiten Wagen mit Michael Ciochetti als Fahrer wechselte Mast zu Larry Hedrick Motorsports und Universal zog sich als Sponsor zurück. Yarborough versuchte das Team an verschiedene Geschäftsleute zu verkaufen, war aber nicht erfolgreich. Im Januar 2000 stellte er den Betrieb ein, bis ein Käufer gefunden werden konnte. Im Sommer des Jahres verkaufte er an Chip MacPherson und debütierte mit dem neuen Team auf dem Lowe’s Motor Speedway mit Jeff Fuller am Steuer. Nach einem 41. Platz nach einem Motorschaden und einem Unfall beim Pennzoil 400 durch Geoffrey Bodine später im Jahr verschwand das Team aus NASCAR.

## Schauspieler
Yarborough hatte einen Auftritt in zwei Folgen der Serie „Ein Duke kommt selten allein“, in denen er sich selbst spielte: „Cale Yarborough comes to Hazzard“ (1984) und „The Dukes Meet Cale Yarborough“ (1979).
Zudem hatte er 1983 einen Auftritt im Film „Der rasende Gockel“ von Burt Reynolds.

## Statistik

### Indianapolis-500-Erfolge
| Jahr   | Wagen  | Start  | Qual.   | Rank   | Ziel   | Runden | Führungsrunden | Aufgabe           |
| ------ | ------ | ------ | ------- | ------ | ------ | ------ | -------------- | ----------------- |
| 1966   | 66     | 24     | 159.794 | 15     | 28     | 0      | 0              | Unfall Start/Ziel |
| 1967   | 21     | 20     | 162.830 | 30     | 17     | 176    | 0              | Unfall Kurve 3    |
| 1971   | 21     | 14     | 170.770 | 19     | 16     | 140    | 0              | Motorproblem      |
| 1972   | 21     | 32     | 178.864 | 33     | 10     | 193    | 0              | Flagge            |
| Gesamt | Gesamt | Gesamt | Gesamt  | Gesamt | Gesamt | 509    | 0              |                   |

|
| Starts  | 4 |
| Poles   | 0 |
| Siege   | 0 |
| Top 5   | 0 |
| Top 10  | 1 |
| Aufgabe | 3 |

### Le-Mans-Ergebnisse
| Jahr | Team             | Fahrzeug         | Teamkollege | Teamkollege | Platzierung | Ausfallgrund |
| ---- | ---------------- | ---------------- | ----------- | ----------- | ----------- | ------------ |
| 1981 | Stratagraph Inc. | Chevrolet Camaro | Billy Hagan | Bill Cooper | Ausfall     | Unfall       |

### Einzelergebnisse in der Sportwagen-Weltmeisterschaft
| Saison | Team        | Rennwagen          | 1   | 2   | 3   | 4   | 5   | 6   | 7   | 8   | 9   | 10  | 11  | 12  | 13  | 14  | 15  | 16  | 17  | 18  | 19  | 20  |
| ------ | ----------- | ------------------ | --- | --- | --- | --- | --- | --- | --- | --- | --- | --- | --- | --- | --- | --- | --- | --- | --- | --- | --- | --- |
| 1964   | John Lewis  | Chevrolet Corvette | DAY | SEB | TAR | MON | SPA | CON | NÜR | ROS | LEM | REI | FRE | CCE | RTT | SIM | NÜR | MON | TDF | BRI | BRI | PAR |
| 1964   | John Lewis  | Chevrolet Corvette | DNF |     |     |     |     |     |     |     |     |     |     |     |     |     |     |     |     |     |     |     |
| 1981   | Stratagraph | Chevrolet Camaro   | DAY | SEB | MUG | MON | RIV | SIL | NÜR | LEM | PER | DAY | WAT | SPA | MOS | ROA | BRH |     |     |     |     |     |
| 1981   | Stratagraph | Chevrolet Camaro   |     |     |     |     | DNF |     |     |     |     |     |     |     |     |     |     |     |     |     |     |     |